# 斎藤勧治

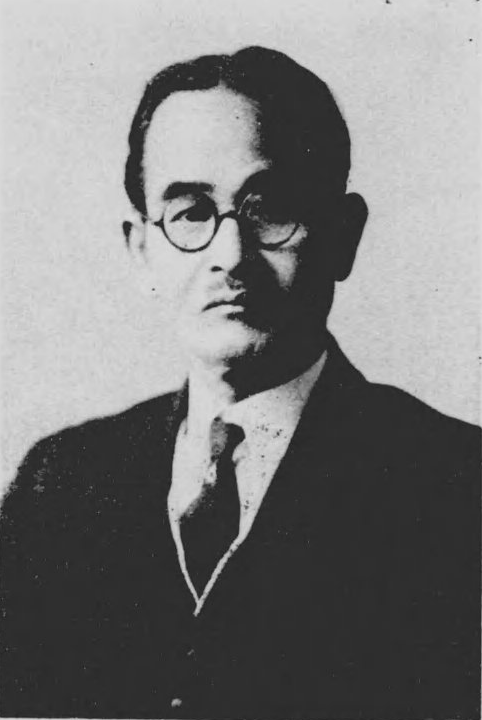
斎藤 勧治

斎藤 勧治（さいとう かんじ、1879年〈明治12年〉8月13日 - 没年不明）は、昭和時代前期の政治家。広島県尾道市長。

## 経歴
1904年（明治37年）東京法学院大学法律専門部卒業。各府県における勤務を経て、1928年（昭和3年）6月に呉市助役に就任。1932年（昭和7年）6月に任期満了。ついで、1933年（昭和8年）5月に岡山市助役に就任し、1936年（昭和11年）10月に退職する。その後、翌年の1937年（昭和12年）1月13日に尾道市長に就任した。